# Cullman (Alabama)
Cullman ist eine US-amerikanische Stadt in Alabama im Cullman County. Bei der Volkszählung 2020 hatte sie 18.213 Einwohner auf einer Fläche von 49,6 km². Die Stadt befindet sich bei den geographischen Koordinaten 34,18° Nord, 86,84° West. Die Stadt ist Verwaltungssitz des gleichnamigen Countys.
Cullman wurde nach John G. Cullmann benannt.

## Geschichte
Sechs Bauwerke und Stätten in Cullman haben einen Eintrag im National Register of Historic Places (Stand 19. Juli 2019), darunter der Cullman Historic District.

## Söhne und Töchter der Stadt
- Channing Tatum (* 1980), Schauspieler